# كارلوس هومبرتو باريديس
كارلوس هومبرتو باريديس مونغيس (بالإسبانية: Carlos Humberto Paredes Monges)‏ (مواليد 16 يوليو 1976 في أسونسيون) لاعب كرة قدم باراغواياني دولي يجيد اللعب في خط الوسط. يلعب حاليا لصالح نادي سبورتيفو لوكوينو الباراغواياني من سنة 2010.

## مسيرته الكروية
لعب كارلوس هومبرتو باريديس خلال مسيرته الاحترافية مع 6 أندية في عشرون موسمًا وسجل خلالها 30 هدف ضمن 408 مباراة. حيث فاز في موسمين بالكأس وفي خمسة مواسم بالدوري.
خاض كارلوس هومبرتو باريديس مسيرته مع نادي أوليمبيا أسونسيون ما بين عامي 1996 و1997 في المرة الأولى لمدة موسم واحد ثم في موسم 2008 ليلعب معه ستة مواسم ثم في موسم 2011 ليلعب معه أربعة مواسم، مشاركًا طوالها في 189 مباراة سجل خلالها 13 هدفًا. ثم انتقل إلى نادي بورتو في موسم 2000–01 ولمدة موسمين، حيث شارك في 57 مباراة سجل خلالها هدفين. لينتقل بعدها إلى نادي ريجينا في موسم 2002–03 ليلعب معه أربعة مواسم، مشاركًا في 108 مباراة سجل خلالها 12 هدفًا. ثم انتقل إلى نادي سبورتينغ لشبونة في موسم 2006–07 لمدة موسم واحد، مشاركًا في 8 مباريات ولم يسجل أي هدف. هذا وانتقل لاحقًا إلى روبيو نيو ‏ ما بين عامي 2009 و2010 لمدة موسم واحد، مشاركًا في 16 مباراة ولم يسجل أي هدف أيضًا. ثم انتقل بعدها إلى نادي سبورتيفو لوكوينو ما بين عامي 2010 و2011 لمدة موسم واحد، مشاركًا في 30 مباراة سجل خلالها 3 أهداف.

## روابط خارجية
- كارلوس هومبرتو باريديس على موقع الاتحاد الدولي (مؤرشف)  (الإنجليزية)
- كارلوس هومبرتو باريديس على موقع قاعدة بيانات كرة القدم.إي يو (الإنجليزية)
- كارلوس هومبرتو باريديس على موقع بيانات كرة القدم. دي إي (الألمانية)
- كارلوس هومبرتو باريديس على موقع ناشيونال فوتبول تيمز (الإنجليزية)
- كارلوس هومبرتو باريديس على موقع Soccerway.com (الإنجليزية)